# Свинуха Зерової
Свинуха Зерової (Paxillus zerovae) — вид грибів роду Свинуха (Paxillus). Сучасну біномінальну назву надано у 1973 році.

## Будова
Тонка суха м'ясиста шкіряста коричнева шапинка, посередині повстисто-волохата, до країв стає голою, діаметром 1,5–2,5 см. Спочатку вона опукло-розпростерта, а згодом плоско-розпростерта чи увігнуто-розпростерта, з підігнутим, згодом прямим краєм. Тонкі густі, без анастомозів, пластинки злегка спускаються на ніжку. Вони легко відділяються від м'якоті шапинки. Пластинки спочатку темно-жовтуваті з оливковим відтінком, згодом коричневі з оливковим відтінком. Спори вохристі з 1–3 краплями олії. Споровий порошок коричневий. Гола суцільна волокниста світло-оливкувата ніжка центральна, іноді ексцентрична, часом дещо потовщується донизу, часто зігнута. При підсиханні вона стає зморшкувата, темнішає. Ніжка розміром 1,5–2×0,3–0,6 см. В шапинці м'якуш світло-вохристий, в ніжці білувато-кремовий, нещільний, без особливого запаху та смаку. Пряжки є.

## Життєвий цикл
Плодові тіла з'являються у жовтні.

## Поширення та середовище існування
Вид відомий лише в Україні. Знайдений у лівобережному злаковому степу (Цюрупинське лісництво). Росте напівзануреним у піщаний ґрунт у соснових лісах.

## Природоохоронний статус
Включений до третього видання Червоної книги України (2009 р.).